# 슈테판 코바치
슈테판 코바치(루마니아어: Ștefan Kovács, 헝가리어: Kovács István; 1920년 10월 2일, 티미슈 주 티미쇼아라 ~ 1995년 5월 12일, 클루지 주 클루지-나포카)는 헝가리계 루마니아인 전 프로 축구 선수이자 감독이다. 15번의 주요 대회 우승을 거둔 코바치는 축구 역사상 손꼽히는 성공적인 감독이기도 하다. 2019년, 프랑스 풋볼 지는 역대 최고 감독 50명 중 그의 이름을 43번째에 올려놓았다.

## 경력
루마니아의 티미쇼아라에 거주하는 헝가리 혈통 가정 출신이다. 코바치는 개인기와 전술 인지력이 모두 출중했지만, 평범한 미드필더였다. 제2차 세계 대전 이전의 3번의 월드컵에 모두 참가한 5명 중 하나인 그는 형 니콜라에 코바치와 대조되게 루마니아 국가대표팀에 차출된 적이 없었다.
코바치는 1967년부터 1971년까지 스테아우아 부쿠레슈티 감독을 맡아 지도자 인생 이래 처음으로 성공의 순간을 맞이했는데, 리그를 1번, 컵대회를 3번 우승했다.
1971년, 그는 리뉘스 미헐스의 후임으로 아약스 감독에 취임해, "토탈 풋볼" 철학을 자신만의 방식으로 이어나갔다. 그는 아약스를 이끌고, 1972년과 1973년에 연달아 유러피언컵을 우승했다. 1972년, 그는 인터콘티넨털컵도 들어올렸고, 같은 해 유러피언 슈퍼컵까지 석권했다. 또한, 그는 1972년에 리그와 컵도 석권했으며, 1973년에도 리그를 우승했다.
1973년에 아약스를 떠난 코바치는 프랑스 축구 연맹의 제의를 받아 프랑스 국가대표팀의 지휘봉을 잡았다. 이 시기 그는 프랑스의 유망주 다수를 실험했다. 프랑스 풋볼지는 그가 취임한 직후 프랑스를 강성한 국가대표팀으로 탈바꿈하는데 얼마나 걸릴 것인지 질문했고, 그는 구체적인 안목으로 다음과 같이 답했다: "구조적으로는 8-10년은 걸릴 것이며, 우리는 강력한 국가대표팀을 구축할 수 있습니다." 그를 보좌했던 후임 미셸 이달고는 그의 대업을 이어나가 프랑스를 유로 1984 정상으로 이끌었다.
그 후, 그는 루마니아로 복귀해 자국의 국가대표팀 감독이 되었다. 그는 말년에 파나티나이코스와 모나코 감독으로도 성과를 냈다.
그는 1995년 5월 12일, 아약스가 4번째 유러피언컵을 들어올리기 12일 전에 영면에 들었다.

## 수상

### 클럽
우니베르시테리아 클루지
- 디비지아 B: 1957–58[2]

스테아우아 부쿠레슈티
- 디비지아 A: 1967–68
- 쿠파 로므니에이: 1968–69, 1969–70

아약스
- 에레디비시: 1971–72, 1972–73
- KNVB 베커르: 1971–72
- 유러피언컵: 1971–72, 1972–73
- 유러피언 슈퍼컵: 1972
- 인터콘티넨털컵: 1972

파나티나이코스
- 그리스 컵: 1981–82

### 개인
- 월드 사커 역대 최고의 감독 36위: 2013
- 프랑스 풋볼 역대 최고의 감독 43위: 2019[6][7]

## 참고 문헌
- Kovács, Ștefan (1975). 《Football Total》. Calmann-Lévy – Paris. ISBN 2-7021-0019-8.

## 참고
1. 1 2  1950년 디비지아 B 시즌 기록이 없음.[1]